# Pedaria cambeforti
Pedaria cambeforti är en skalbaggsart som beskrevs av Josso och Prévost 2003. Pedaria cambeforti ingår i släktet Pedaria och familjen bladhorningar. Inga underarter finns listade i Catalogue of Life.